# 田口絵未花
田口 絵未花（たぐち えみか　1992年11月15日 - ）は、日本の元フリーアナウンサー。タレント。ポコチャの事務所所属ライバー。ラジオパーソナリティー三重県津市出身。

## 来歴・人物
中学生の頃からラジオ好きで、中学2年生の夏頃、地元のFM三重のパーソナリティの林景子のラジオ番組に出会い、ラジオパーソナリティになりたい夢を持ち始める。
椙山女学園大学人間関係学部心理学科卒業。大学在学中に第19回ZIP-FMミュージックナビゲーターコンテスト優秀賞、第20回ZIP-FMミュージックナビゲーターコンテスト準グランプリをそれぞれ受賞し、大学4年生在学中の2014年12月1日から、ZIP-FMの番組『STARTS!』でナビゲーターとしてデビュー。
2017年4月に上京、フリーアナウンサー事務所・ジョイスタッフに所属しFMえどがわでパーソナリティを務めるなど活躍していたが、社長の前で下ネタソングを歌ったところ辞職を勧告され、退社。
その後は(有)ショータイムスタジオウィッチステーションと契約してアナウンサーの仕事も続けつつ、2019年8月16日開催のライブ『TEPPENハニー』（なかの芸能小劇場）でお笑いライブ初出演。以後、ZIP-FM時代に一緒に番組を製作していたシンディとペットとして飼育している烏骨鶏のトムを加えたコメディバンド「おりがみ工場長」や、シンディPとトム、ジュリー、レジェンド（烏骨鶏）との「うこっかーず」の楽曲制作活動を大田区の鵜の木でしていた。
補足【3羽の烏骨鶏】
ペットのトム、ジュリー2羽は演歌歌手の千昌夫から貰った雄の烏骨鶏。
有吉反省会に出演した際、禊(みそぎ)で孵化させた烏骨鶏を引き取り、鶏仲間の助けも借りて1羽(けいた)を引き取り残りを鶏仲間に託す。
後にその1羽(けいた)が雌である事が判明。
雄の中に雌が入るのは愛玩ペットの飼育上都合が悪い為、託した鶏仲間に当時孵化した雄の烏骨鶏(レジェンド)と交換する。
2022年3月、家庭の事情+烏骨鶏の健康の為に地元の三重県津市の実家へ拠点を移す。その際、引越しの片付けが土壇場まで終わらなかった為、予定を1日ずらしている。
東京最後の日、同じ鵜の木に住む田口絵未花ファンに処分しきれなかった資源(家具＆ゴミ)を
すべて託し(丸投げ)無事出発する事が出来た。
ファンからは貴重な品々をいただいたお礼にちゃっかり謝礼を貰っている。
2022年5月24日、初めてポコチャS1ランクに昇格する。
2022年6月26日、ポコチャS2ランクに昇格。
ポコチャの事務所所属ライバーがメインの活動。
烏骨鶏エンターテインメント枠にてポコチャの頂点を目指している。
漢字検定2級、津ふるさと学検定、犬の飼い主検定の資格を持っている。

## 出演

### テレビ
- わっち!!（青森テレビ）- 東京中継リポーター
- 新生活応援番組 翔け!君たちへのエール（青森テレビ）- アシスタントMC[6]
- 必見!となりのヘルストロン（千葉テレビ放送）- リポーター
- としま情報ライブいとなみ（としまケーブルネットワーク）- 中継リポーター
- マツコ会議（日本テレビ）- 2019年6月8日
- マヨバカ学園7月期-2020年6月

7月期のゲスト☆田口絵未花
- 家、ついて行ってイイですか?（テレビ東京）- 2020年8月12日[7][8]
- いいねの森（2020年10月22日、テレビ朝日）
- 有吉反省会（2021年5月29日、日本テレビ）[9]
- 家、ついて行ってイイですか?（テレビ東京TVer）2022年3月30日〜4月16日

スピンオフ企画―ホルモン何回噛む？家、ついて行けない代わりに･･･人に言えないナゾ疑問、教えて貰ってイイですか？第2話

### ラジオ
- STARTS!（ZIP-FM）- 月曜・火曜メインパーソナリティ(2014年12月～2016年3月)
- PEEPS!（ZIP-FM）- 木曜メインパーソナリティ
- RADIO KICK（ZIP-FM）- 街角リポーター
- 南風30°~緑の風につつまれて~（FMえどがわ）- メインパーソナリティ（土曜・日曜 9:00-12:00）
- 朝のしあわせオレンジ（FMえどがわ）- メインパーソナリティ（日曜 9:00-12:00）
- 世田谷ぷらっと（FM世田谷）- 中継リポーター
- ラジオラヴィート BEAT STREAM（FMとよた）- パーソナリティ
- モーニング喫茶☕️田口絵未花-メインパーソナリティ［ポッドキャスト、Spotify］